# Estadio de Mongomo
Estadio de Mongomo – stadion sportowy w Mongomo w Gwinei Równikowej.

## Historia
Stadion został jednym z czterech obiektów rozgrywania meczów Pucharu Narodów Afryki 2015.